# Стуресон, Пер
Пер Стуресон (швед. Per Stureson; род. 22 марта 1948 года) — шведский автогонщик.

## Карьера
С 1984 по 1988 год Стуресон провёл 55 гонок в DTM. Он выиграл свою первую гонку в DTM за рулём Volvo 240 Turbo. В 1985 году он стал чемпионом DTM за рулём Volvo 240 Turbo. За всю свою карьеру Стуресон выиграл две гонки, три поул-позиции и установил два лучших круга.